# 에디르네
에디르네(튀르키예어: Edirne, 그리스어: Αδριανούπολη, 불가리아어: Одрин)는 튀르키예의 가장 서쪽에 있는 도시이다. 그리스와 불가리아 국경근처의 도시로 튀르키예의 에디르네 주의 주도이다. 영어권에서는 아드리아노플 (Adrianople)로 알려져 있다.

## 지리적 위치
북서쪽으로 불가리아, 서쪽으로 그리스, 남서쪽으로 에게해와 면해 있는 에디르네 주의 중간에 있다. 그리스와 불가리아 국경 근처로 툰자 강과 메리츠 강의 합류 지점에 있다.
런던과 이스탄불을 잇는 철도가 지나며, 간선도로로 중앙 유럽, 이스탄불과 연결되는 교통의 요지이다.

## 역사
역사적으로 에디르네는 아나톨리아와 발칸 반도 사이의 주요통로가 지나는 관계로 전략적인 요충지로 여겨져 전쟁이 끊이질 않았다. 트라키아의 부족들이 최초로 정착하여 살았고 일찍부터 로마 제국에 편입되었다. 125년 황제 하드리아누스에 의해 재건되고 확장되어, 그의 이름을 따서 하드리아노폴리스 (Hadrianopolis) 또는 아드리아노폴리스로 개명되었다. 로마 속주 트라키아의 수도로 번창했으며 371년 발렌스 황제가 아드리아노폴리스 전투에서 고트족과 싸우다 전사하였다. 그후에도 계속해서 로마 제국의 중요한 도시이자 부수도로 남아있다가 10세기에 불가르 족에게 함락되었고, 제4차 십자군등 라틴인들에게 2차례의 심각한 약탈을 당했다.
1360년과 1362년 두 차례에 걸쳐 오스만 제국의 무라드 1세의 침공으로 오스만의 세력으로 완전히 넘어갔고 1369년에 지금과 같은 이름으로 바뀌었다. 이후 오스만 제국의 수도로 오스만의 유럽 침략의 발판이 되었다. 15세기에 들어서 오스만 제국의 수도이자 행정·상업·문화 중심지로서 번영을 누렸고 1453년 콘스탄티노폴리스의 함락으로 수도의 자리를 이스탄불에 내주었다.
근대에 이르러 수차례 전쟁을 거치면서 외국의 지배를 받고 파괴되어 점차 쇠퇴해갔다. 1829년과 1878년에는 러시아 제국에게 점령되었으며, 1913년 제1차 발칸 전쟁 중에는 불가리아에 점령되었고 다시 터키로 넘어갔다. 1920년 터키 독립 전쟁 중에는 그리스에 넘어갔으나, 1922년 결국 다시 터키로 넘어왔다.

## 인구
| 연도  | 인구    | ±%      |
| ----- | ------- | ------- |
| 1400s | 70,000  | —       |
| 1700s | 35,000  | −50.0%  |
| 1800s | 33,000  | −5.7%   |
| 1900s | 68,661  | +108.1% |
| 1927  | 34,528  | −49.7%  |
| 1965  | 78,161  | +126.4% |
| 1970  | 84,531  | +8.1%   |
| 1975  | 94,449  | +11.7%  |
| 1980  | 105,503 | +11.7%  |
| 1985  | 120,663 | +14.4%  |
| 1990  | 124,361 | +3.1%   |
| 2000  | 140,830 | +13.2%  |
| 2010  | 152,993 | +8.6%   |
| 2014  | 165,979 | +8.5%   |

## 기후
| 에디르네의 기후                                                         | 에디르네의 기후 | 에디르네의 기후 | 에디르네의 기후 | 에디르네의 기후 | 에디르네의 기후 | 에디르네의 기후 | 에디르네의 기후 | 에디르네의 기후 | 에디르네의 기후 | 에디르네의 기후 | 에디르네의 기후 | 에디르네의 기후 | 에디르네의 기후 |
| 월                                                                      | 1월             | 2월             | 3월             | 4월             | 5월             | 6월             | 7월             | 8월             | 9월             | 10월            | 11월            | 12월            | 연간            |
| ----------------------------------------------------------------------- | --------------- | --------------- | --------------- | --------------- | --------------- | --------------- | --------------- | --------------- | --------------- | --------------- | --------------- | --------------- | --------------- |
| 역대 최고 기온 °C (°F)                                                  | 20.5 (68.9)     | 24.5 (76.1)     | 28.0 (82.4)     | 33.5 (92.3)     | 37.1 (98.8)     | 42.6 (108.7)    | 44.1 (111.4)    | 41.9 (107.4)    | 39.9 (103.8)    | 35.8 (96.4)     | 28.0 (82.4)     | 22.9 (73.2)     | 44.1 (111.4)    |
| 일평균 최고 기온 °C (°F)                                                | 7.1 (44.8)      | 10.2 (50.4)     | 14.3 (57.7)     | 19.8 (67.6)     | 25.5 (77.9)     | 30.1 (86.2)     | 32.7 (90.9)     | 33.1 (91.6)     | 27.9 (82.2)     | 21.0 (69.8)     | 14.4 (57.9)     | 8.4 (47.1)      | 20.4 (68.7)     |
| 일일 평균 기온 °C (°F)                                                  | 2.8 (37.0)      | 4.8 (40.6)      | 8.3 (46.9)      | 13.2 (55.8)     | 18.5 (65.3)     | 22.9 (73.2)     | 25.3 (77.5)     | 25.4 (77.7)     | 20.6 (69.1)     | 14.8 (58.6)     | 9.3 (48.7)      | 4.4 (39.9)      | 14.2 (57.6)     |
| 일평균 최저 기온 °C (°F)                                                | −0.4 (31.3)     | 0.7 (33.3)      | 3.5 (38.3)      | 7.3 (45.1)      | 12.1 (53.8)     | 16.1 (61.0)     | 18.2 (64.8)     | 18.3 (64.9)     | 14.2 (57.6)     | 9.9 (49.8)      | 5.4 (41.7)      | 1.2 (34.2)      | 8.9 (48.0)      |
| 역대 최저 기온 °C (°F)                                                  | −19.5 (−3.1)    | −19.0 (−2.2)    | −12.0 (10.4)    | −4.1 (24.6)     | 0.7 (33.3)      | 6.0 (42.8)      | 8.0 (46.4)      | 8.9 (48.0)      | 0.2 (32.4)      | −3.7 (25.3)     | −9.4 (15.1)     | −14.9 (5.2)     | −19.5 (−3.1)    |
| 평균 강수량 mm (인치)                                                   | 65.8 (2.59)     | 53.3 (2.10)     | 52.8 (2.08)     | 44.0 (1.73)     | 57.5 (2.26)     | 46.0 (1.81)     | 39.6 (1.56)     | 24.0 (0.94)     | 39.2 (1.54)     | 66.1 (2.60)     | 66.4 (2.61)     | 70.5 (2.78)     | 625.2 (24.61)   |
| 평균 강수일수                                                           | 12              | 8.6             | 10.33           | 9.93            | 9.83            | 8.33            | 5.37            | 3.7             | 5.43            | 7.9             | 9.8             | 12.73           | 104             |
| 평균 강설일수                                                           | 4.6             | 3.5             | 1.8             | 0.1             | 0               | 0               | 0               | 0               | 0               | 0.2             | 0.5             | 3.2             | 13.9            |
| 평균 상대 습도 (%)                                                      | 82.6            | 76.9            | 72.7            | 67.5            | 65.2            | 62.1            | 56.9            | 56.2            | 62.8            | 74.6            | 80.2            | 82.5            | 70.0            |
| 평균 월간 일조시간                                                      | 68.2            | 98.9            | 130.2           | 171.0           | 229.4           | 255.0           | 288.3           | 279.0           | 198.0           | 136.4           | 87.0            | 58.9            | 2,000.3         |
| 평균 일일 일조시간                                                      | 2.2             | 3.5             | 4.2             | 5.7             | 7.4             | 8.5             | 9.3             | 9.0             | 6.6             | 4.4             | 2.9             | 1.9             | 5.5             |
| 출처 1: 튀르키예 국립기상청 (평년값: 1991년~2020년, 극값: 1930년~현재)  |                 |                 |                 |                 |                 |                 |                 |                 |                 |                 |                 |                 |                 |
| 출처 2: 미국 해양대기청 (상대습도), Meteomanz (강설일수: 2000년~2023년) |                 |                 |                 |                 |                 |                 |                 |                 |                 |                 |                 |                 |                 |